# Jaślany
Jaślany – wieś w Polsce położona w województwie podkarpackim, w powiecie mieleckim, w gminie Tuszów Narodowy.
W latach 1954–1961 wieś należała i była siedzibą władz gromady Jaślany, po jej zniesieniu w gromadzie Tuszów Narodowy. W latach 1975–1998 miejscowość administracyjnie należała do województwa rzeszowskiego.
Wieś jest położona pomiędzy Mielcem a Tarnobrzegiem na trasie drogi wojewódzkiej nr 985 oraz przy linii kolejowej nr 25 Dębica - Łódź Kaliska. W Jaślanach znajduje się przystanek kolejowy.
Na terenie wsi znajduje symboliczna Góra św. Anny. Zgodnie z miejscową tradycją góra została usypana na grobie chana tatarskiego przez jeńców tatarskich. Inna wersja podaje, że została usypana wspólnym wysiłkiem mieszkańców po 1516 roku, aby sygnalizować najazdy tatarskie paleniem ognia na jej szczycie. Na Górze św. Anny znajdował się kościół,-1580–1886, który rozebrano w 1886. W 1988 w miejscu, w którym stał, postawiono drewniany, pamiątkowy krzyż.
W 1904 stanął obok góry św. Anny nowy neogotycki kościół  pod wezwaniem Niepokalanego Poczęcia NMP, parafialny w parafii Niepokalanego Poczęcia NMP.
| SIMC    | Nazwa  | Rodzaj    |
| ------- | ------ | --------- |
| 0665254 | Błonie | część wsi |
| 0665260 | Bugaj  | część wsi |
| 0665277 | Dwór   | część wsi |
| 0665283 | Głazy  | część wsi |
| 0665290 | Koniec | część wsi |
| 0665308 | Pożoga | część wsi |

## Historia
Początki osadnictwa sięgają okresu rzymskiego II wieku n.e. Podczas badań archeologicznych znaleziono tu monety rzymskie, natknięto się też na ślady grobu wczesnośredniowiecznego.
W 1316 r. należała do rodu Bogoriów.
W XIV wzmiankowana jako Stawogóra – wieś częściowo królewska, częściowo w posiadaniu:
- Dzierżysława Konopki z Kożuchowa (1399)
- Tarnowskich
- Mieleckich (1532)
- Studziańskich i Rafała Jakubowskiego XVI w.

Pod koniec XVI wieku były tu trzy młyny: na rzece w Studzieńcu, przy folwarku zwanym Czaków, oraz nad stawem.
Po I rozbiorze polski wieś znalazła się w zaborze austriackim. W 1863 roku z powodu zadłużenia majątek obejmujący Jaślany i Pluty sprzedaje Henryk Brodzki. Znajdują się w nim budynki murowane: dwór, oficyny, gorzelnia, browar piwny, likiernia, lodownia, wołownia na 120 wołów, stajnia na 40 koni, spichlerz, mieszkania dla służby i oficjalisty, słodownia, cegielnia, młyn koński murowany, wiatrak, dwie oberże murowane i dwie karczmy drewniane.

## Sport
W Jaślanach działa drużyna piłkarska Pitmark Jaślany. W sezonie 2019/2020 drużyna występuje w klasie A  w grupie Rzeszów III - Mielec.

## Ludzie związani z Jaślanami
Jan Piechota